# 德鲁瓦西
德鲁瓦西（法語：Droisy，法語發音：[dʁwazi]）是法国厄尔省的一个市镇，属于埃夫勒区。

## 地理
德鲁瓦西（48°48'22"N, 1°8'32"E）面积17.49 平方千米，位于法国诺曼底大区厄尔省，该省份为法国北部内陆省份，北起滨海塞纳省，西接奧恩省和卡爾瓦多斯省，南至厄尔-卢瓦省，东临瓦兹省、瓦兹河谷省和伊夫林省。
与德鲁瓦西接壤的市镇（或旧市镇、城区）包括：阿孔、阿夫尔河畔布勒、拉马德莱娜-德诺南库尔、马西伊拉康帕涅、诺南库尔、阿夫尔河畔当皮埃尔、伊通河畔梅尼勒。

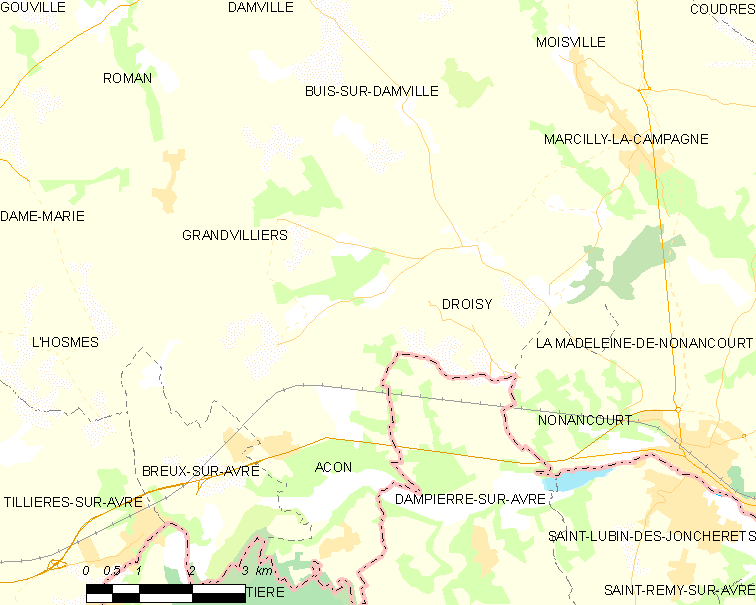
德鲁瓦西的OSM定位图

德鲁瓦西的时区为UTC+01:00、UTC+02:00（夏令时）。

## 行政
德鲁瓦西的邮政编码为27320，INSEE市镇编码为27206。

## 政治
德鲁瓦西所属的省级选区为阿夫尔河和伊通河畔韦尔讷伊县。

## 人口

1962-2008年间德鲁瓦西人口变化图示

德鲁瓦西于2022年1月1日时的人口数量为459人。